# Anisopodus curvipes
Anisopodus curvipes es una especie de escarabajo longicornio del género Anisopodus, tribu Acanthocinini, subfamilia Lamiinae. Fue descrita científicamente por Martins en 1974.

## Descripción
Mide 7,5-9,66 milímetros de longitud.

## Distribución
Se distribuye por Brasil.